# NGC 2692
NGC 2692 је спирална галаксија у сазвежђу Велики медвед која се налази на NGC листи објеката дубоког неба.
Деклинација објекта је + 52° 3' 57" а ректасцензија 8h 56m 57,8s. Привидна величина (магнитуда) објекта NGC 2692 износи 13,3 а фотографска магнитуда 14,1. NGC 2692 је још познат и под ознакама UGC 4675, MCG 9-15-57, CGCG 264-36, KCPG 179B, PGC 25142.